# 日本粗尾鲈
日本粗尾鲈（学名：Chorististium japonicum）为鮨科粗尾鲈属的鱼类，俗名日本脍。在中国，分布于南海、台湾海峡等海域，属于岩礁鱼类。该物种的模式产地在日本东京。其种加词“japonicum”意为“日本的”。